# Dekanat Lututów
Dekanat Lututów – jeden z 33 dekanatów w rzymskokatolickiej diecezji kaliskiej.

## Lista parafii
W skład dekanatu wchodzi 7 parafii:
| Lp | Miejscowość / parafia                               | Proboszcz / administrator    | Kościół                                                 | Zdjęcie |
| -- | --------------------------------------------------- | ---------------------------- | ------------------------------------------------------- | ------- |
| 1  | Klonowa Parafia Przemienienia Pańskiego             | ks. Wojciech Przybylski      | Kościół Przemienienia Pańskiego w Klonowej              |         |
| 2  | Lututów Parafia św. Apostołów Piotra i Pawła        | ks. kanonik Waldemar Gruszka | Kościół Świętych Apostołów Piotra i Pawła w Lututowie   |         |
| 3  | Ostrówek Parafia św. Wawrzyńca                      | ks. Robert Tietz             | Kościół św. Wawrzyńca w Ostrówku                        |         |
| 4  | Pichlice Parafia Męczeństwa św. Jana Chrzciciela    | ks. Piotr Sobiś              | Kościół Męczeństwa św. Jana Chrzciciela w Pichlicach    |         |
| 5  | Sokolniki Parafia św. Mikołaja                      | ks. Tomasz Wasielewski       | Kościół św. Mikołaja w Sokolnikach                      |         |
| 6  | Świątkowice Parafia Najświętszego Serca Pana Jezusa | ks. Stanisław Sroślak        | Kościół Najświętszego Serca Pana Jezusa w Świątkowicach |         |
| 7  | Walichnowy Parafia św. Marcina Biskupa              | ks. Jan Matwijiszyn          | Kościół św. Marcina Biskupa w Walichnowach              |         |

## Sąsiednie dekanaty
Grabów, Mokrsko (archidiec. częstochowska), Wieluń – NMP Pocieszenia (archidiec. częstochowska), Wieruszów, Złoczew